# جون أبلتون براون
جون أبلتون براون (بالإنجليزية: John Appleton Brown)‏ هو رسام أمريكي، ولد في 24 يونيو 1844، وتوفي في 8 يناير 1902 في نيويورك في الولايات المتحدة.